# خدایان مصر (فیلم)
خدایان مصر (به انگلیسی: Gods of Egypt) یک فیلم فانتزی ماجرایی آمریکایی/استرالیایی دربارهٔ خدایان مصر باستان به کارگردانی الکس پرویاس است که در فوریه ۲۰۱۶ اکران شد. از بازیگران این فیلم می‌توان به نیکولای کاستر-والدو، برنتون توایتز، چادویک بوزمن، کورتنی ایتون، روفوس سیول، جرارد باتلر و جفری راش اشاره کرد.

## داستان
فیلم روایت کشمکش ست ایزد تاریکی و حوروس برای کنترل رود نیل است.

## بازیگران
- نیکولای کاستر-والدو در نقش حوروس
- جرارد باتلر در نقش ست
- چادویک بوزمن در نقش تحوت
- برنتون توایتز در نقش بک
- الودی یونگ در نقش حاثور
- جفری راش در نقش رع
- روفوس سیول در نقش اورشو
- برایان بران در نقش ازیریس
- اما بوث در نقش نفتیس
- کورتنی ایتون در نقش زایا
- ریچل بلیک در نقش ایزیس
- بروس اسپنس در نقش قاضی
- ابی لی کرشاو در نقش انات